# Senyoria de Vitry
La senyoria de Vitry va ser una jurisdicció feudal originada en la castellania de Vitry a Xampanya. El castlà Eudes fou comte de Rethel el 1124 (va morir el 1158) per matrimoni amb la comtessa Matilde de Rethel (mort el 1151). La casa de Vitry a Rethel es va extingir el 1285 amb la mort d'Hug IV. L'hereva Joana, va aportar el comtat al casal de Dampierre, comtes de Nevers. Una altra senyoria de Vitry va tenir per centre a Vitry-sur-Loire a la Picardia. El casal de Vitry va gaudir de diverses senyories secundàries.